# Pardosella delesserti
Pardosella delesserti là một loài nhện trong họ Lycosidae.
Loài này thuộc chi Pardosella. Pardosella delesserti được Lodovico di Caporiacco miêu tả năm 1939.